# Fyre Festival
Das Fyre Festival war eine als elitäres Musikfestival geplante Veranstaltung, die 2017 auf der Bahama-Insel Great Exuma vorzeitig abgebrochen wurde. Organisiert wurde das Event von Billy McFarland, CEO von Fyre Media Inc., und dem Rapper Ja Rule. Ziel war, die Fyre-App zu promoten. Aufgrund unzureichender Vorbereitungen bei gleichzeitig sehr aufwendiger und viraler Bewerbung der Veranstaltung, die zu entsprechenden Erwartungen seitens der Besucher führte, entwickelte sich das Festival zu einem Fehlschlag mit betrügerischem Anstrich. In der Folge kam es zu mehreren Prozessen gegen die Beteiligten, in deren Verlauf sich unter anderem McFarland im März 2018 als des Betruges schuldig bekannte und im Oktober 2018 zu sechs Jahren Gefängnis sowie einer Strafzahlung in Höhe von 26 Millionen US-Dollar verurteilt wurde.

## Planung und Promotion

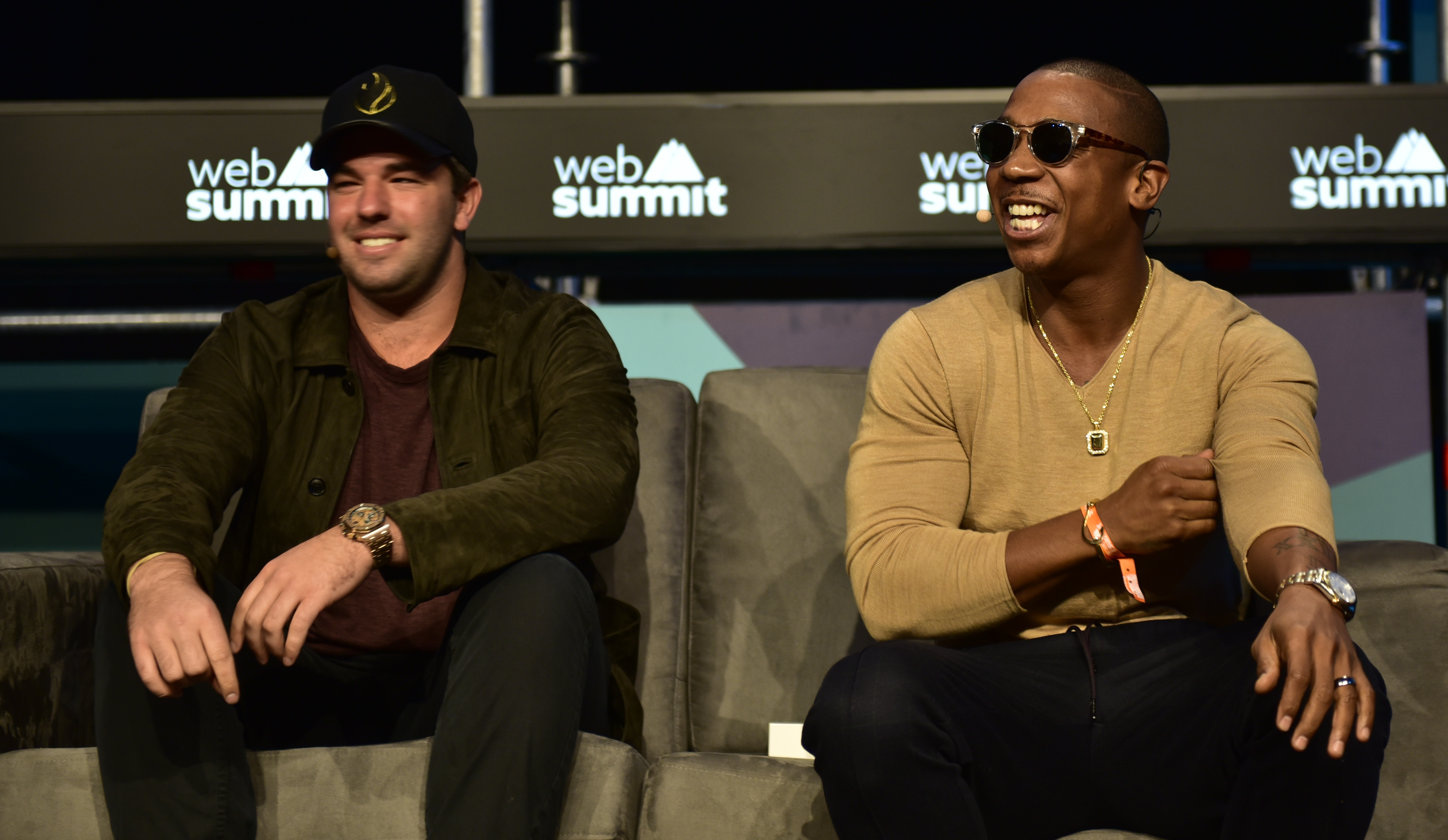
Billy McFarland und Rapper Ja Rule auf der Web Summit, 2016

Die beiden Protagonisten Billy McFarland und Ja Rule lernten sich bei Veranstaltungen des Magnises-Clubs kennen, einer auf Mitgliedskarten basierenden Unternehmung, die ihren Kunden Vorteile wie Hotelrabatte oder VIP-Zugänge zu Clubs und anderen exklusiven Veranstaltungen mit High-Society-Charakter bot und von McFarland und William Weldon 2013 gegründet wurde. Gemeinsam entwickelten die beiden die Idee eines elitären Festivals auf einer abgelegenen Insel mit hochkarätigen Musikern, das gleichzeitig auch als Werbeforum für eine von McFarland betriebene App namens Fyre dienen sollte. Inhalt dieser App war die Möglichkeit, bekannte Musiker für private Veranstaltungen unkompliziert zu buchen.
Als Headliner waren Pusha T, Tyga, Desiigner, Blink-182, Major Lazer, Disclosure, Migos, Rae Sremmurd, Kaytranada, Lil Yachty, Matoma, Klingande, Skepta, Claptone und Tensnake vorgesehen. Insgesamt sollten 33 Musiker, Bands und DJs auftreten. Die Veranstaltung wurde für die Wochenenden 28. – 30. April 2017 und 5. – 7. Mai 2017 geplant, wobei die Tageskarten zu Preisen von 500 bis 1.500 US-Dollar angeboten wurden, was eine Unterkunft in „modernen, umweltfreundlichen, geodätischen Kuppeln“ und eine kulinarische Versorgung durch Starköche beinhalten sollte. Geworben wurde unter anderem mit “uniquely authentic island cuisine, […] local seafood, Bahamian-style sushi and even a pig roast” (deutsch: „einzigartiger authentischer Inselküche, [...] lokalen Meeresfrüchten, Sushi im bahamaischen Stil und sogar einem Spanferkelbraten“). Ergänzend gab es VIP-Pakete für bis zu 12.000 US-Dollar, welche eine Anreise per Flugzeug und luxuriöse, villenähnliche Zeltunterkünfte mit einschlossen.
Ende 2016 mieteten die Veranstalter für Werbeaufnahmen die Privatinsel Norman’s Cay auf den Bahamas und starteten eine umfangreiche Medienkampagne über verschiedene soziale Netzwerke. So publizierten zum Beispiel am 12. Dezember 2016 Kendall Jenner, Emily Ratajkowski und andere von Fyre bezahlte Influencer gleichzeitig auf ihren Instagramprofilen ein Video mit einem Miniaturbild, welches aus einem orangefarbenen Quadrat und einem Logo aus stilisierten Flammen bestand. Durch Klicken auf das Vorschaubild wurde ein Video abgespielt, das Bella Hadid und andere Models der Agentur IMG zeigte, die an einem tropischen Strand umherliefen. Der Text mit dem Video versprach: “an immersive music festival […] two transformative weekends […] on the boundaries of the impossible” (deutsch: „ein immersives Musikfestival […] zwei transformative Wochenenden […] an der Grenze des Unmöglichen“).
Nach den Werbeaufnahmen zerbrach jedoch die Geschäftsbeziehung zwischen McFarland und den Eigentümern der Insel. Hintergrund war, dass die Insel früher Carlos Lehder Rivas gehörte – einem seinerzeit führenden Kopf des Medellín-Kartells – und die Eigentümer jede Assoziation mit dem Kartell oder dessen populären Anführer Pablo Escobar vermeiden wollten, während McFarland genau diesen Fakt in seiner Kampagne betonte. Zu diesem Zeitpunkt verblieben den Planern noch vier Monate bis zum anvisierten Beginn des Festivals. Als die Suche nach einer geeigneten Alternative erfolglos blieb, fiel die Wahl der Organisatoren für das Festivalgelände auf eine ungenutzte Brachfläche auf der Hauptinsel Exuma nördlich der Siedlung Rokers Point (Lage), die zu diesem Zeitpunkt von den Einheimischen unter anderem als Parkplatz genutzt wurde. Zwei weitere Monate vergingen, bis die offizielle Genehmigung der Behörden für die Nutzung des Areals vorlag. Von diesen Entwicklungen unbeeindruckt suggerierte die Werbekampagne in den sozialen Netzwerken weiterhin ein bevorstehendes Festival auf einer vormals Pablo Escobar gehörenden Privatinsel.
McFarland, der bis dato keine Erfahrungen mit der Durchführung einer Veranstaltung in vergleichbarer Größenordnung hatte, wandte sich erst dann an professionelle Eventagenturen und war – Berichten zufolge – überrascht, als diese von Kosten von mindestens 50 Millionen US-Dollar ausgingen und mindestens ein Jahr für die Planung benötigen würden. Dennoch hielt McFarland weiter an dem Vorhaben fest und übernahm die Organisation selbst. Selbst als der im März 2017 von Fyre angeworbene und erfahrene Eventproduzent Yaron Lavi auf eine Undurchführbarkeit zu den geplanten Terminen hinwies und eine Verschiebung mindestens in den Herbst 2017, besser aber auf 2018 als notwendig erachtete, änderten die Veranstalter ihre Pläne nicht. In der Presse wurden die Organisatoren stattdessen mit folgender Erwiderung zitiert:
“Let's just do it and be legends, man” (deutsch: „Lasst es uns einfach tun und Legenden werden, Alter“).

## Finanzierung
Finanziert wurde das Projekt durch Mittel der Fyre Media Inc. und private Kredite. So gewährte die Mode-Managerin Carola Jain der Fyre Media Inc. einen Kredit in Höhe von 4 Millionen US-Dollar, mit denen das Unternehmen unter anderem luxuriöse Büros im Manhattaner Stadtteil Tribeca anmietete. Weiteres Geld kam aus dem Vorverkauf von 5000 Tickets. Auch hoffte McFarland auf Einnahmen durch eine Beteiligung von Comcast Ventures als Risikokapitalgeber an der Fyre-App in Höhe von 25 Millionen US-Dollar. Da aber der Unternehmenswert von Fyre Media durch die Gründer mit 90 Millionen angegeben wurde, diese jedoch jeden Beleg hierfür schuldig blieben, lehnte Comcast Tage vor dem Festival eine Finanzierung ab. Nachdem diese Finanzierungsquelle gescheitert war, erhielt McFarland einen kurzfristigen Kredit über 500.000 US-Dollar von dem Investor Ezra Birnbaum, der aber eine Rückzahlung einschließlich Zinsen binnen 16 Tagen forderte. Um die bis zu den Festivalterminen notwendige Liquidität zu gewährleisten, informierte Fyre alle Inhaber von Tickets aus dem Vorverkauf, dass die Bezahlung für zusätzliche Leistungen vor Ort bargeld- und kreditkartenlos über eine mit RFID ausgestattete Smartwatch abgewickelt werden würde und die Teilnehmer hierzu proaktiv je Besuchstag zwischen 300 und 500 US-Dollar aufladen sollten. Die Aufforderung erfolgte, obwohl die unzureichende Internetanbindung des Festivalgeländes eine technische Umsetzung unmöglich machte. Etwa 2 Millionen US-Dollar wurden so eingenommen, aus denen Birnbaums Darlehen zurückbezahlt wurde.

## Ablauf

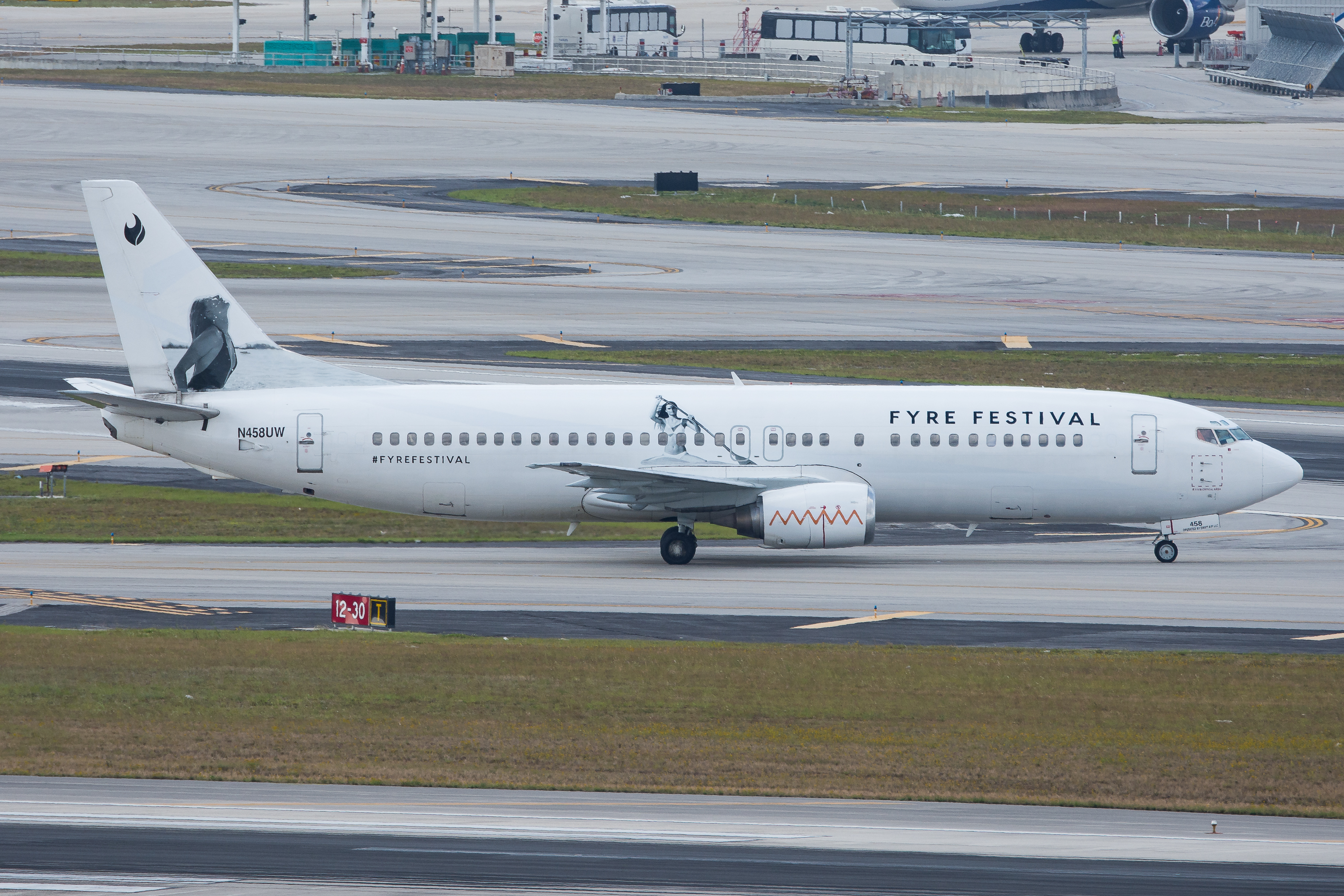
Eine Boeing 737 der Charterfluggesellschaft Swift Air mit dem Schriftzug des Festivals auf dem Flughafen von Miami am 28. April 2017

Als kurz vor Beginn des Festivals die Zweifel immer lauter wurden, zogen alle Headliner die Zusagen für ihre Auftritte zurück. Zuletzt gaben auch Blink-182 am Nachmittag des 27. April 2017 über den Nachrichtendienst Twitter bekannt, dass sie unter den gegebenen Umständen nicht in für die Fans gewohnter Qualität auftreten könnten und daher den Auftritt abgesagt hätten. („We’re not confident that we would have what we need to give you the quality of performances we always give our fans.“) Weiter kam hinzu, dass es in der Nacht zuvor ausgiebig geregnet hatte und die Organisation dadurch zusätzlich behindert wurde. Die neben den Zelten gelagerten Matratzen wurden durchnässt. Zeitgleich zu dem Festival fand auf den Bahamas die jährliche Exuma Regatta statt, welche durch ihre Zuschauer und Teilnehmer die Ressourcen der Insel an Hotels und Ferienwohnungen zusätzlich verknappte.
Trotzdem landeten am selben Tag aus Miami kommend die ersten Flugzeuge der mit dem Transport der Gäste beauftragten Swift Air und Xtra Airways auf dem Exuma International Airport. Die ersten Teilnehmer wurden zu einer „spontanen Strandparty“ in ein Strandrestaurant eingeladen, wo sie mit Getränken versorgt wurden und rund sechs Stunden warten mussten, während die hektischen Vorbereitungen auf dem Festivalgelände fortgesetzt wurden.
Später eintreffende Besucher wurden mit Schulbussen direkt zum Veranstaltungsort gebracht, wo der wahre Zustand des Festivalgeländes deutlich wurde: Die Unterkünfte waren kaum mehr als verstreute Katastrophenschutzzelte mit schmutzigen Böden, es lagen vom Regen durchnässte Matratzen herum und die beworbene Gourmetverpflegung waren qualitativ minderwertige Lunchpakete in Schaumstoffbehältern und unzureichender Menge. Anfangs versuchten McFarland und sein Team von einem stationären Bungalow aus, die ankommenden Besucher zu registrieren, jedoch begann die Menge nach Stunden des Wartens damit, eigenmächtig die Zelte in Beschlag zu nehmen. Dabei kam es, obwohl erst circa 500 Gäste eingetroffen waren, zu Tumulten und Auseinandersetzungen, da bereits zu diesem Zeitpunkt nicht ausreichend Schlafplätze vorhanden waren. Weil das Festival als bargeldlos beworben wurde, hatten viele Teilnehmer wenig oder kein Bargeld, zum Beispiel für Taxifahrten, dabei. Hinzu kamen die aufgrund der Regatta fehlenden Hotelbetten. Gepäck wurde bei dem Transport vom Flughafen beschädigt. Weiter berichteten die Besucher von fehlender Beleuchtung, Toiletten und fließendem Wasser. Medizinisches und Sicherheitspersonal in ausreichender Zahl fehlten, ebenso Handyempfang oder eine Internetverbindung. Gegen Abend betrat dann schließlich eine Gruppe lokaler Musiker die Bühne und spielte einige Stunden lang. Es sollte aber der einzige Act bleiben, der auf der Veranstaltung auftrat. Am frühen Morgen wurde bekannt gegeben, dass das Festival verschoben und die Teilnehmer so bald wie möglich nach Miami zurückgebracht werden würden.
Abseits des Festivalgeländes drangen die ersten Berichte über die Zustände zu den bahamaischen Behörden durch, welche in der Folge den Maschinen von Swift Air und Xtra Airways die Landegenehmigung entzogen, um das Stranden von weiteren Besuchern auf der Insel zu verhindern. In der Folge saßen viele der Anreisenden auf dem Festland im Transit fest. Teilweise mussten Passagiere sogar die in Miami bereits betretenen Maschinen wieder verlassen, da diese nun unverzüglich in Richtung Exuma zum Abtransport der bereits Angereisten starten sollten.
Der Rücktransport der Gäste begann in den frühen Stunden des 28. April 2017. Die Passagiere des ersten Fluges nach Miami gingen um 1:30 Uhr an Bord. Da es aber Probleme mit dem geänderten Flugplan und der maximal zulässigen Arbeitsdauer der Flugzeugbesatzung gab, verzögerte sich der Abflug. Kurz nach Sonnenaufgang wurde der Flug ganz gestrichen und die Reisenden mussten den Tag ohne Versorgung, Wasser und Klimatisierung im Terminal verbringen. Am darauf folgenden Morgen verließen schließlich die Charterflüge nach Miami mit den Heimkehrern an Bord die Insel.

## Auswirkungen
Ja Rule schrieb in der Folge via Twitter: “it was NOT A SCAM" and "this is NOT MY FAULT” (deutsch: „Es war kein Betrug“ und „Dies ist nicht meine Schuld“). Auf der Website des Festivals wurde noch während der Ereignisse folgende Erklärung veröffentlicht:

“Fyre Festival set out to provide a once-in-a-lifetime musical experience on the Islands of the Exumas. Due to circumstances out of our control, the physical infrastructure was not in place on time and we are unable to fulfill on that vision safely and enjoyably for our guests. At this time, we are working tirelessly to get flights scheduled and get everyone off of Great Exuma and home safely as quickly as we can. We ask that guests currently on-island do not make their own arrangements to get to the airport as we are coordinating those plans. We are working to place everyone on complimentary charters back to Miami today; this process has commenced and the safety and comfort of our guests is our top priority. The festival is being postponed until we can further assess if and when we are able to create the high-quality experience we envisioned. We ask for everyone's patience and cooperation during this difficult time as we work as quickly and safely as we can to remedy this unforeseeable situation. We will continue to provide regular updates via email to our guests and via our official social media channels as they become available.”

„Das Fyre Festival wollte ein einmaliges Musikerlebnis auf den Inseln der Exumas bieten. Aufgrund von Umständen, die außerhalb unserer Kontrolle liegen, war die physische Infrastruktur nicht rechtzeitig vorhanden, und wir konnten die Vision für unsere Gäste nicht sicher und angemessen erfüllen. Derzeit arbeiten wir unermüdlich daran, Flüge zu planen und alle so schnell wie möglich sicher von Great Exuma nach Hause zu bringen. Wir bitten die Gäste auf der Insel, keine eigenen Vorkehrungen zu treffen, um zum Flughafen zu gelangen, da wir diese Pläne koordinieren. Wir arbeiten daran, allen Gästen noch heute kostenlose Charterflüge nach Miami zuzuweisen. Dieser Prozess hat bereits begonnen und die Sicherheit und der Komfort unserer Gäste haben für uns Priorität. Das Festival wird vorerst verschoben, bis wir weiter beurteilen können, ob und wann wir das von uns geplante, qualitativ hochwertige Erlebnis bieten können. Wir bitten alle um Geduld und Zusammenarbeit in dieser schwierigen Zeit, während wir so schnell und sicher wie möglich arbeiten, um diese unvorhersehbare Situation zu beheben. Wir werden unseren Gästen weiterhin regelmäßig Updates per E-Mail und über unsere offiziellen Social-Media-Kanäle zur Verfügung stellen, sobald sie verfügbar sind.“

Später kündigte Fyre auf der eigenen Website an, dass allen Teilnehmern die Wahl zwischen einer vollständigen Rückerstattung oder VIP-Tickets für das Festival im darauf folgenden Jahr offenstünde. Zu einer Wiederholung der Veranstaltung im Jahr 2018 kam es jedoch nicht.
Von Seiten der Presse wurden die Vorgänge und das Chaos auf Exuma mit William Goldings Roman Herr der Fliegen und Suzanne Collins’ Roman Die Tribute von Panem verglichen.
Das Tourismusministerium der Bahamas entschuldigte sich im Namen der Bevölkerung, betonte aber gleichzeitig, dass die örtliche Verwaltung mit der Organisation nichts zu tun hatte und sie deswegen keine Verantwortung treffe.
Dienstleister und andere Mitarbeiter, die während der Vorbereitungen auf dem Gelände tätig waren, erhielten keine Bezahlung. Ein Restaurantinhaber, welcher unter anderem das Personal mit Essen versorgte, wurde nie bezahlt und geriet in Existenznöte, weshalb er auf der Crowdfunding-Plattform GoFundMe um Unterstützung bat.

### Zivilrechtlich
In der Öffentlichkeit sind mindestens neun Klagen gegen McFarland, Ja Rule und Fyre Media Inc. vor amerikanischen Gerichten bekannt geworden, insbesondere eine Klage über 100 Millionen US-Dollar im US-Bundesstaat Kalifornien. Sie wurde im Namen von Daniel Jung durch den Anwalt Mark Geragos eingereicht, der mit mehr als 150 weiteren Klägern den Status einer Sammelklage beantragte. Inhalt der Klage war Schadensersatz aufgrund von Betrug, Vertragsbruch und der Verletzung von Treu und Glauben im Zusammenhang mit dem Festival.
Eine zweite Sammelklage gegen Fyre Media, McFarland, Ja Rule und ca. 100 weitere an der Organisation der Veranstaltung Beteiligten wurde in Los Angeles durch den auf Personenschäden spezialisierten Anwalt John Girardi im Namen von drei Teilnehmern eingereicht. Die Kläger behaupteten, die Organisatoren hätten die Besucher bewusst getäuscht, indem sie mehr als 400 Persönlichkeiten und Prominente aus den sozialen Medien für Falschaussagen bezahlt hatten. Auch hier fordern die Kläger Schadensersatz wegen Vertragsbruchs, fahrlässiger Falschdarstellung und Betrugs.
Weitere Klagen betroffener Besucher wurden an den Bundesgerichten von New York, New Jersey und Florida eingereicht. Darüber hinaus gab es eine Unterlassungsklage eines Berichterstatters gegen vorgebliche Abmahnungen, welche die Organisatoren des Festivals bei kritischer Reportage versandten. Den Abschluss bildeten Klagen der Nachunternehmer. Vor dem Suffolk County Superior Court in Boston klagte der Ticketanbieter Tablelist auf Schadensersatz aus Vertragsverletzung in Höhe von 3,5 Millionen US-Dollar. Tablelist selber musste Ticketkunden entschädigen und bleibt vorerst auf den Kosten sitzen, was dazu führte, dass die Firma bis zu 40 % ihrer Belegschaft entlassen musste. Weiter wurde am 4. Mai 2017 von der Firma National Event Services (NES) eine Schadensersatzklage in Höhe von 250.000 US-Dollar eingereicht. Die Firma war mit medizinischen Dienstleistungen für das Festival beauftragt und unzureichend bezahlt worden, wobei erschwerend hinzukam, dass Fyre den Abschluss einer sonst üblichen Stornoversicherung abgelehnt hatte.
Ein erstes Urteil erging am 3. Juli 2018 zugunsten zweier Besucher aus North Carolina, denen ein Strafschadenersatz in Höhe von fünf Millionen US-Dollar zugesprochen wurde. Das Urteil erging in Abwesenheit gegen Billy McFarland, nachdem dieser auf das Gerichtsverfahren nicht reagiert hatte. Ja Rule wurde ursprünglich als Beklagter benannt, schied später jedoch nach einer außergerichtlichen Einigung mit dem Anwalt der beiden Teilnehmer aus dem Gerichtsverfahren aus.

### Strafrechtlich
Kurz nach dem Festival – am 21. Mai 2017 – berichtete die New York Times, dass gegen McFarland und seine Mitarbeiter vom Federal Bureau of Investigation Ermittlungen wegen Betruges im Zusammenhang mit Fernabsatzgeschäften und Kapitalanlagen aufgenommen wurden. Am 30. Juni 2017 wurde McFarland schließlich verhaftet und offiziell angeklagt. Er bekannte sich im März 2018 gegenüber den Betrugsvorwürfen für schuldig und wurde im Oktober 2018 zu sechs Jahren Gefängnis und einer Strafzahlung von 26 Millionen US-Dollar verurteilt.
Bezüglich der Ermittlungen wegen Kapitalanlagebetruges gab die US-Börsenaufsicht am 24. Juli 2018 bekannt, dass McFarland einschließlich der beiden von ihm gegründeten Unternehmen, sowie ein ehemaliger leitender Angestellter und ein ehemaliger Auftragnehmer eine Einigung mit der Behörde zur Begleichung der offenen Schulden in Höhe von mindestens 27,4 Millionen US-Dollar geschlossen hätten. McFarland bekannte sich auch gegenüber den Vorwürfen der Börsenaufsicht für schuldig, unterwarf seine gesamten geschäftlichen Aktivitäten einer permanenten Vormundschaft durch einen Aufsichtsrat und verpflichtete sich langfristig zur Rückzahlung der ausstehenden Beträge aus der Gewinnabschöpfung seiner zukünftigen Tätigkeiten.

### Mediale Rezeption
Über das Festival, seine Protagonisten und die Planungen gibt es zwei Dokumentarfilme die beide 2019 veröffentlicht wurden: Hulus Fyre Fraud – Festival-Desaster im Paradies und die Netflixproduktion Fyre: Die größte Party, die nie stattgefunden hat. Darüber hinaus plant das US-amerikanische Comedy-Trio The Lonely Island einen parodistischen Film zur Thematik.

## Ankündigungen von Nachfolgeveranstaltungen
Laut ORF (Februar 2025) wollte McFarland "nach dem Fiasko 2017" schon 2018 die Veranstaltung wiederholen  doch kamen die Gerichtsverfahren (seine Verurteilung im März 2018) dazwischen.
Noch bevor McFarland am 30. März 2023 aus dem Gefängnis entlassen wurde, kündigte er eine Schnitzeljagd mit dem Thema Piraten im Bereich der Bahamas an. Nachdem die dortige Regierung auf das Vorhaben mit einem Verweis auf einen noch offenen Haftbefehl reagierte, publizierte McFarland im August 2023 über die Plattform TikTok sein Vorhaben einer Neuauflage des Fyre Festivals. Gleichzeitig begann der Verkauf der ersten 100 Tickets für das Event, welches im Dezember 2024 in der Karibik stattfinden sollte. Die Veranstaltung sollte den Titel Fyre Festival II tragen.
McFarland kündigte im Februar 2025 auf X ein Fyre Festival 2 für 30. Mai bis 2. Juni 2025 auf der Isla Mujeres in Mexiko an.